# Torps ryttmästareboställe
Torps ryttmästareboställe är beläget i Skara kommun. Det är byggnadsminne (BM) 3 kap. KML sedan den 20 april 1994. Tidigare var bostället ett lagskyddat byggnadsminne (SBM) sedan den 8 oktober 1943 enligt Förordning (2013:558).

## Historik
Mangårdsbyggnaden är uppförd under 1700-talet. Den har inredningsdetaljer i empire, som är väl bevarade. Brygghuset är uppfört under 1800-talet, liksom det knuttimrade avträdet och smedjan. Övriga byggnader är från senare tid. Gården fungerade under indelningsverkets tid som ryttmästareboställe vid Västgöta regemente. Gården var från 1833 kompanichefsboställe och blev statligt byggnadsminne 1943. År 1994 övergick ägandet till Assi Domän AB därför övergick gården till att bli ett enskilt byggnadsminne. Numera är gården i privat ägo.

### Beskrivning
Byggnadsminnet är det tidigare ryttmästarbostället Torp i Eggby socken. Huset består av en mangårdsbyggnad, två flyglar, en rustbod med magasin, en smedja samt ladugård, stall och vagnslider. Mangård och fägård är väl avskilda med en stengärdesgård, som omgärdar i stort sett hela fastigheten. Samtliga hus på mangården är timrade, panelade med locklist och rödfärgade samt täckta av enkupigt tegel. Manbyggnaden har brutet tak och de övriga har sadeltak. Till gårdsmiljön hör också ett timrat svinhus och ett större spannmålsmagasin.